# 弘晌
弘晌（穆麟德轉寫：hūng šang，1718年—1781年），愛新覺羅氏，直郡王胤禔第十二子，母妾高氏，高登科之女。
乾隆三十五年正月（1770年2月）授福州将军，乾隆三十九年（1773年）接替被夺爵的侄子奉恩辅国公永扬成为直郡王第四任，但因为直郡王并非世袭罔替的爵位，因此他的封爵只是奉恩将军。 乾隆四十三年（1778年）因事革福州将军一职，同年三月奏准往大凌河马场设屯垦荒，乾隆四十四年四月（1779年5月）授绥远城将军，乾隆四十五年三月（1780年4月）署理盛京将军，乾隆四十六年三月十五日（1781年4月）卒，时年六十四岁。
其二儿子永琴，出继六伯父二等侍卫弘晗，字桐枝，号雅乐道人，授一等侍卫，侍卫班领。擅长于指画，其画被《八旗画录》、《读画辑略》记载。